# Autochton cellus
Autochton cellus – owad z rzędu motyli, z rodziny powszelatkowatych (Hesperiidae). Nazwa angielska to Golden–banded skipper.
Rozpiętość skrzydeł tego motyla wynosi do 3,5 – 5,0 cm. Ubarwienie skrzydeł brązowe do czarno-brązowego. Na górnej powierzchni przednich skrzydeł jest szeroki złoty pas dodatkowo blisko szczytu skrzydła występuje mała biała plama. Dolna powierzchnia skrzydeł ciemnobrązowa. W zależności od rejonu występowania 1 do 2 pokoleń w roku. Motyl lata przy dwóch pokoleniach od maja do września. Przy jednym pokoleniu lipiec – sierpień.
Gąsienica barwy zielonej z żółtymi małymi kropkami oraz z szerszymi żółtymi pręgami po bokach ciała. Odnóża barwy pomarańczowej. Głowa brązowoczerwona.
Występuje na terenie Ameryki Północnej.  Występuje na obrzeżach lasów i innych otwartych przestrzeniach niedaleko od źródeł wody.